# Státní znak Indonésie
Státní znak Indonésie byl přijat 11. února 1950. Skládá se ze zlatého garudy, který drží bílou stuhu s černým nápisem Bhinneka Tunggal Ika (česky Jednota v rozmanitosti) a se štítem na hrudi. Štít se skládá z pěti znaků představujících Pancasilu, pět zásad národní indonéské filosofie. Znak byl navržen Sultánem Hamidem II.

## Symbolika

### Garuda
Garuda je mytický pták, který se objevuje zejména v hinduistické mytologii. Tradičně bývá považován za váhanu (něco na způsob jízdního zvířete) Višnua. Garuda je chiméra s křídly, zobákem a nohama orla skalního. Běžně lze jeho sochy či vyobrazení nalézt po celé jižní a jihovýchodní Asii. Stylizovaný Garuda je např. základem státního znaku Thajska. Využití Garudy v indonéském státním znaku sahá až k předkoloniálnímu hinduistickému království, které se rozprostíralo na území dnešní Indonésie.
Pokud jde o znak, Garuda symbolizuje sílu a moc a jeho zlatá barva symbolizuje velikost a slávu. Peří na garudě je uspořádáno tak, aby připomínalo 17. srpen 1945 (den vyhlášení nezávislosti). Na každém křídle je 17 pírek, 8 pírek je na ocase, 19 pod štítem a 45 na krku, což dává „17/8/1945“, mezinárodní formát data vyhlášení nezávislosti.

### Štít
Štít je bojový symbol, symbolizující obranu země. Je rozdělen do pěti sekcí: pozadí je čtvrceno, 1. a 4. pole mají červenou barvu a 2. a 3. pole mají barvu stříbrnou (národní indonéské barvy). Uprostřed je menší černý štít se zlatou hvězdou. Prostředkem většího štítu prochází tlustá, černá čára, symbol rovníku, který souostrovím prochází.

#### Hvězda
Černý štít se zlatou hvězdou v centru odpovídá víře v jednoho boha. Černá barva představuje přírodu. Zlatá pěticípá hvězda symbolizuje nejen islám, křesťanství, hinduismus a buddhismus, ale také sekulární ideologii socialismu.

#### Býk
V poli číslo 1 je hlava jávského divokého býka, bantenga. Jedná se o čtvrtý princip Pancasila, demokracie. Banteng je společenské zvíře, takže také představuje lidskost a zároveň vykonávání společných rozhodnutí.

#### Strom
V poli číslo 2 se nachází strom. Symbolizuje třetí princip Pancasila, jednotu Indonésie. Spojení kořene a větví symbolizuje, že Indonésie je jedna země s mnoha kulturami.

#### Rýže a bavlna
V poli číslo 3 se nachází rýže a bavlna, což představuje pátý princip Pancasila, tj. sociální spravedlnost. Rýže a bavlna představuje výživu a živobytí.

#### Řetěz
V poli číslo 4 je zlatý řetěz složený ze čtvercových a kruhových článků. Tento řetěz symbolizuje po sobě jdoucí generace lidí, kulaté články představují ženy a hranaté pak muže. Řetěz odpovídá druhému principu Pancasila, víry v lidskost.